# Donax paxillus
Donax paxillus is een tweekleppigensoort uit de familie van de Donacidae. De wetenschappelijke naam van de soort is voor het eerst geldig gepubliceerd in 1854 door Reeve.